# Cisca Joldersma
Francisca (Cisca) Joldersma (Dedemsvaart, 30 oktober 1964) is een Nederlands wetenschapper en politica. Ze was van 23 mei 2002 tot 17 juni 2010 lid van de Tweede Kamerfractie van het CDA.
Joldersma studeerde bestuurskunde aan de Universiteit Twente te Enschede en promoveerde aldaar op beleidswetenschappen. Hierna was ze universitair hoofddocent beleids- en organisatiewetenschappen aan de Katholieke Universiteit Brabant.
In de Tweede Kamer hield Joldersma zich onder meer bezig met hoger beroepsonderwijs, wetenschappelijk onderwijs en wetenschapsbeleid, geestelijke gezondheidszorg en drugsbeleid.
Joldersma stond in 2010 voor de Tweede Kamerverkiezingen namens het CDA wederom op de kandidatenlijst, op plaats 34 echter en werd daarom niet herkozen. In september van dat jaar startte ze met een studie forensische psychologie en in december werd ze beleidsmedewerker bij Veldzicht, een forensisch psychiatrisch centrum in Balkbrug.
Van 17 januari 2012 tot en met 22 april 2012 was Joldersma weer lid van de Tweede Kamer als tijdelijke vervanger van Sabine Uitslag vanwege zwangerschapsverlof.
In maart 2018 stond ze op de tweede plek van de kandidatenlijst van het CDA voor de gemeenteraadsverkiezingen in Hardenberg. Na de verkiezingen nam ze daar zitting als raadslid tot maart 2022. Hierna werd ze directeur van Capaciteitsorgaan, een organisatie voor opleidingen van professionals in de zorg.
- Bibsys: 40629
- International Standard Name Identifier: 0000 0000 3351 8093
- Library of Congress Control Number: n99280451
- Nederlandse Thesaurus van Auteursnamen: 073555843
- Parlement.com: vg9fgopt3kzw
- Virtual International Authority File: 43637124
- WorldCat: E39PBJmDqdfxqtQHGFhV9FMkjC